# Spedizioni naziste in Tibet
Durante il regime nazista, dalla Germania furono inviate cinque spedizioni in Tibet, sia per scopi alpinistici (scalare alcune tra le vette più alte del mondo), che per ragioni etnologiche, naturalistiche e anche politiche. Le spedizioni ebbero anche 11 morti.

## La spedizione del 1938
Nel 1937 Heinrich Himmler, che oltre ad essere uno dei più importanti gerarchi nazisti era anche uno dei leader dell'Ahnenerbe, l'associazione tedesca Deutsches Ahnenerbe – Studiengesellschaft für Geistesurgeschichte (Eredità tedesca degli antenati – Società di studi per la preistoria dello spirito), organizzò ed in parte finanziò nel 1938 una spedizione in Tibet.
Si voleva verificare la teoria di Hans Friedrich Karl Günther il quale sosteneva che gli antichi Ariani provenissero dall'Himalaya e fossero poi scesi a conquistare l'India, la Cina ed il Giappone. Anche Gautama Buddha sarebbe stato un ariano tra i più illuminati. Uno dei sostenitori di tale teoria, Walter Wust, aveva persino trovato analogie tra le dottrine di Buddha e quelle di Adolf Hitler.
Uno degli scopi di questa spedizione era quello di cercare il fantomatico regno sotterraneo di Agarthi, governato da saggi rappresentanti della razza ariana. Altri scopi propri di questa missione erano di carattere etnologico, naturalistico e anche politico, infatti la Germania cercava una base sicura da cui poter eventualmente fomentare i disordini etnico-religiosi in India.
La spedizione fu effettuata dal maggio 1938 all'agosto 1939.
Guidata da Ernst Schäfer, essa si componeva di molti esploratori e studiosi e venne a costare 65.000 Reichsmark.
Nel 1943 fu distribuito Geheimnis Tibet, un documentario costruito a partire dalle riprese fatte durante la spedizione.

### Membri

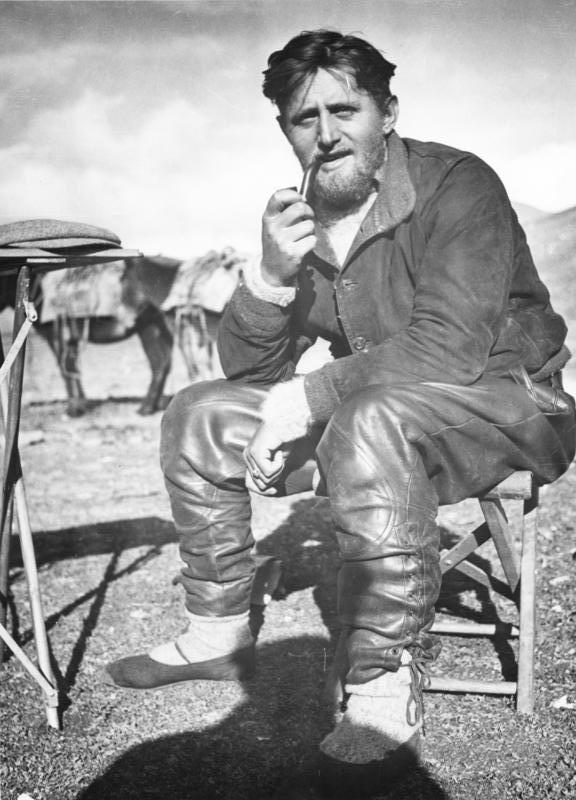
Edmund Geer in Tibet, 1938.

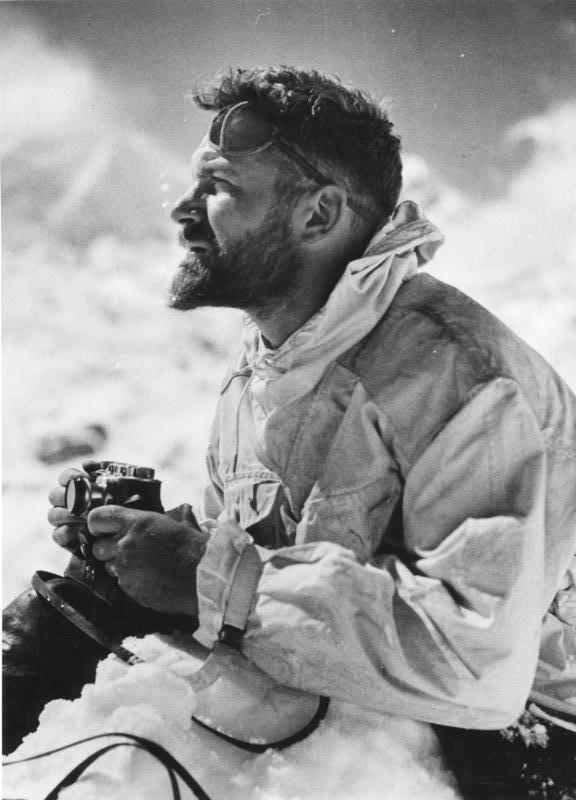
Ernst Schäfer in Tibet, 1938.

Quando si presentò al consolato tedesco a Chongqing nel 1935, lo zoologo e cacciatore Ernst Schäfer era un membro delle SS appena tornato da una spedizione in Tibet e Cina. Durante la spedizione, gli altri membri del team lo avevano abbandonato, temendo le tribù di nativi.. Schäfer tuttavia riuscì a trasformare la spedizione da un clamoroso fallimento ad un pieno successo, facendosi notare dalle SS, i quali lo promossero a Untersturmführer e lo convocarono in Germania da Philadelphia, ove Schäfer stava riorganizzando i dati raccolti durante la spedizione. Nel giugno 1936 Schäfer incontrò Himmler, il quale in seguito diede ordine a Sievers e Galke di iniziare ad organizzare una spedizione in Tibet.
Schäfer reclutò giovani robusti, in grado di affrontare il faticoso viaggio: il ventiquattrenne Karl Wienert (assistente del famoso esploratore Wilhelm Filchner) e geologo; il ventiquattrenne Edmund Geer, leader tecnico della spedizione. Relativamente in là negli anni, il trentottenne Ernst Krause avrebbe svolto i compiti di cameraman ed entomologo. Il ventiseienne Bruno Beger, l'antropologo della spedizione, era infine un esperto di geografia delle razze ed un allievo di Günther.

## La spedizione del 1939
Nel 1939, vi fu un'altra spedizione tedesca, che si recò in Kashmir, guidata da Peter Aufschnaiter e Heinrich Harrer. La spedizione aveva lo scopo di esplorare il territorio e pianificare una successiva spedizione alla montagna Nanga Parbat nel 1940. Pare che la presenza di Harrer (ufficiale SS e famoso per aver scalato la parete nord dell'Eiger) fosse stata suggerita da Heinrich Himmler, a scopi propagandistici.
A causa delle mutate condizioni politiche per lo scoppio della seconda guerra mondiale, però, i membri della spedizione furono arrestati in Kashmir (allora sotto controllo britannico) ed internati in un campo di prigionia a Dehra Dun, ai piedi dell'Himalaya. Nel 1944 Harrer e Aufschnaiter riuscirono a fuggire dal campo di prigionia, e raggiunsero il Tibet, dove conobbero l'allora bambino Dalai Lama.

## Nella cultura generale
- Harrer sulla spedizione sulla sua avventura in Tibet scrisse un libro autobiografico Sette anni nel Tibet,  dal quale fu tratto il film Sette anni in Tibet.
- Nel film Il Monaco del 2003, un anziano nazista dà la caccia ad un monaco da più di sessant'anni per carpire i segreti di una formula magica, dopo aver attaccato il suo monastero in Tibet proprio durante una di queste spedizioni.
- Nel videogioco Uncharted 2: Il covo dei ladri il vecchio Karl Schäfer, un tedesco che abita da più di sessant'anni in Tibet, si rivela essere un membro di una spedizione nazista partita alla ricerca di Shambhala.